# Embelia micrantha
Embelia micrantha là một loài thực vật có hoa trong họ Anh thảo. Loài này được (A.DC.) A.DC. mô tả khoa học đầu tiên năm 1841.